# شبلي العيسمي
شبلي العيسمي (5 فبراير 1925)هو شبلي يوسف حمد العيسمي الأمين العام السابق لحزب البعث العربي الاشتراكي، سوري من محافظة السويداء قرية امتان من مؤسسي حزب البعث وعضو القيادة القومية للحزب وتولى عدة مناصب رفيعة منها الامانة العامة للحزب بالوكالة.

## سيرته السياسية

### سوريا
انتسب لحزب البعث العربي الاشتراكي عام 1943. وحضره مؤتمره التأسيسي عام 1947، واصبح عضو في قيادته القطريه عام 1956، وأمين عام مساعد للحزب منذ عام 1964 حتى عام 1992. اعتقل ثلاث مرات لأسباب سياسية بين عامي 1952-1966.تسلم عدة وزارات في القطر السوري من 1963-1966 وهي: الإصلاح الزراعي- التربية والتعليم- الثقافة والإرشاد القومي، ثم أصبح نائبا لرئيس الدولة. هرب من السجن في اب 1966 إلى لبنان ومنه إلى بغداد في ايلول 1968. حكم غيابيا بالإعدام من قبل النظام السوري، وبعد حوالي عام خفض للمؤبد.

### العراق

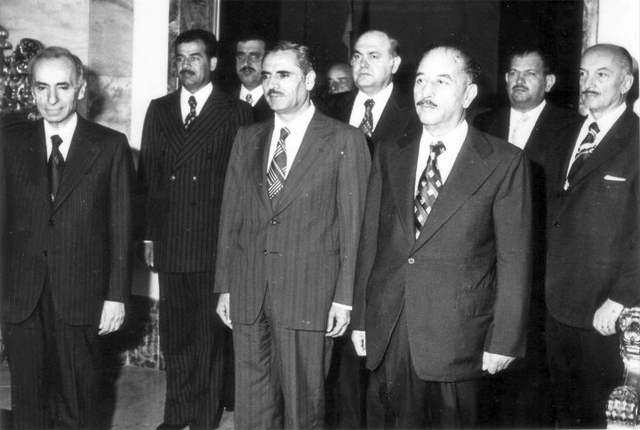
صوره تجمع كل من: احمد حسن البكر وشبلي العيسمي وميشيل عفلق وصدام حسين

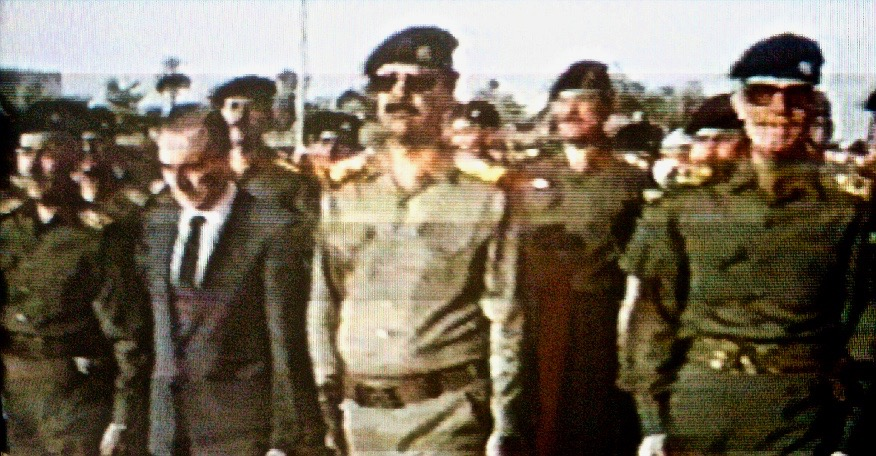
العيسمي ببدلة بجانب صدام حسين في يوليو 1989.

لجأ إلى العراق بعد وصول حافظ الأسد ونظامه إلى السلطة بانقلاب 1966 وبقي مقيما في بغداد حتى دخول القوات الأمريكية للعراق عام 2003 حيث انتقل إلى مصر وأقام فيها.

## اختطافه
في ربيع العام 2011 وبعيد اندلاع الثورة السورية قامت مخابرات النظام السوري باختطاف شبلي العيسمي ابن 88 عاما من بلدة عاليه بجبل لبنان حيث كان في زيارة لأبنته المتزوجة والمقيمة هناك وقامت المجموعة المكلفة بخطفه بنقله إلى أحد الأماكن المسيطر عليها من قبل حزب الله اللبناني قبل نقله إلى دمشق.
اما سبب الخطف فهو موقفه المؤيد للثورة السورية حيث أن النظام السوري يخشى من أن يؤدي ذلك الموقف إلى تحريض دروز سوريا لما للعيسمي من نفوذ ومكانة مرموقة لدى أبناء جلدته الدروز، خصوصا وان النظام السوري يحاول دوما اللعب بورقة الاقليات بحجة دفاعه عنهم بوجه الأغلبية السنية المنتفضة وهو ما دعا زعيم دروز لبنان وليد جنبلاط إلى إعلان موقف مؤيد للثورة السورية خصوصاً وأن هذا النظام هو من أقدم على اغتيال والده الزعيم الكبير كمال جنبلاط عام 1977.
تواترت شائعات عن وفاة العيسمي في معتقله في السجون السورية إلا أن هذه الأخبار غير مؤكدة وموثوقة حتى الآن على الرغم من متابعة قضية اختطافه وقيام نجله السيد بشار شبلي العيسمي المقيم في الولايات المتحدة الأمريكية بتوكيل محامي لمتابعة القضية وايصالها إلى المنظمات الدولية التي لا تزال صامتة إزاء قضية اختطاف العيسمي وغيره من المعارضين السوريين داخل وخارج سورية والذين لا يزال مصيرهم مجهول حتى هذه اللحظة.

## العائلة

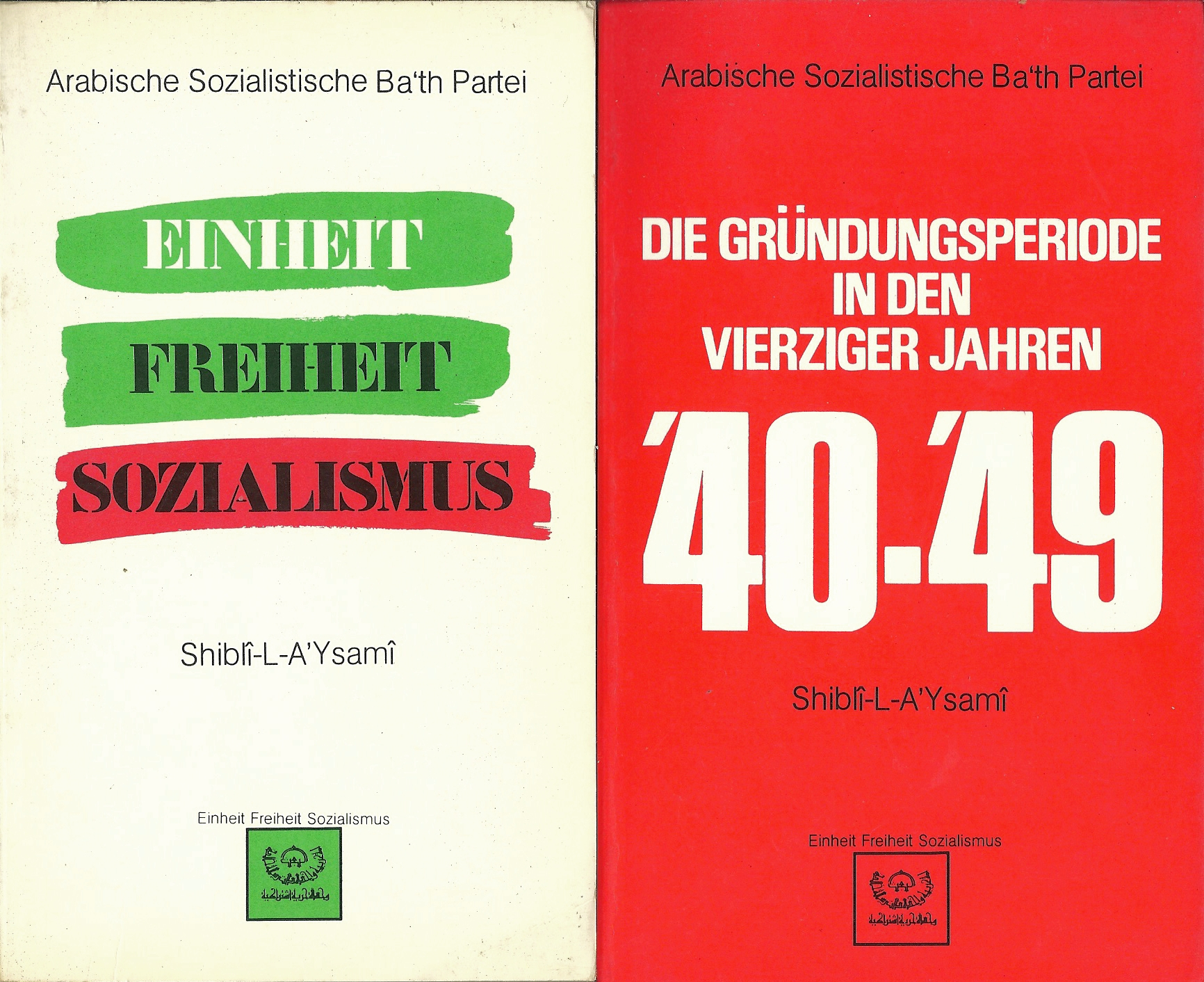
كتب شبلي العيسمي عن مفاهيم وتاريخ حزب البعث تُرجمت إلى عدد من اللغات، منها الألمانية

شبلي العيسمي هو عم والد طارق العيسمي نائب رئيس ڤنزويلا السابق.

## مؤلفاته
- حول الوحدة العربية عام 1957.[6]
- محافظة السويداء (مع اخرين) عام 1959.
- في الثورة العربية عام 1968.
- الوحدة العربية من خلال التجربة عام 1971.
- حزب البعث العربي الاشتراكي -المرحلة التأسيسية عام 1974.
- بعض القضايا العربية عام 1975.
- في الوحدة والحرية والاشتراكية عام 1976.
- حول الوحدة والتضامن والتسوية عام 1976.
- حزب البعث العربي الاشتراكي -مرحلة النمو والتوسع 1979.
- رسالة الامة العربية عام 1978.
- عروبة الإسلام وعالميته عام 1985.
- العلمانية والدولة الدينية عام 1986.

### محاضرات مطبوعة
- دور الاحزاب العقيدية وأثرها في تطور الامة، دمشق 1954.
- تأريخ البعث فكر ونضال، بغداد 1976.
- مقومات الوحدة وافاق المستقبل، بغداد 1978.
- أسلوب الحوار الديمقراطي، بغداد 1984.
- العرب مادة الإسلام، بغداد 1984.
- وحدة سوريا ومصر: دروس وعبر 1985.